# Carlos García Ciurlizza
Carlos García Ciurlizza (Reque, Lambayeque, Perú, 15 de diciembre de 1956-9 de septiembre de 2021) fue un futbolista peruano. Se desempeñó como delantero solamente en clubes peruanos.

## Trayectoria
Se inició en el fútbol en su natal ciudad de Reque, para luego llegar al León de Huanuco donde debutó en el Campeonato Descentralizado 1978 ante Alianza Lima. Continuó su carrera en el Club Atlético Chalaco. Retornó al León de Huánuco y tras una fuerte lesión a la rodilla se retiró del fútbol durante 5 años. Luego es contratado por el Club Carlos A. Mannucci en 1987 con el cual el club interviene en la Región Norte donde se corona campeón y se enfrenta a los equipos capitalinos en la liguilla pre-libertadores, donde si bien no logró la clasificación, dejó en alto el nombre del fútbol trujillano.

## Clubes
| Club                             | País | Temporada |
| -------------------------------- | ---- | --------- |
| León de Huánuco                  | Perú | 1978      |
| Club Deportivo Coronel Bolognesi | Perú | 1979      |
| Club Atlético Chalaco            | Perú | 1980-1981 |
| León de Huánuco                  | Perú | 1981      |
| Club Carlos A. Mannucci          | Perú | 1987-1988 |